# Неандер, Август
А́вгуст Иога́нн Вильге́льм Неанде́р (нем. August Johann Wilhelm Neander; 17 января 1789, Гёттинген — 14 июля 1850, Берлин) — германский протестантский богослов и церковный историк, преподаватель, духовный и научный писатель.

## Биография
Родился в семье еврейского купца, при рождении получил имя Давид Мендель. Его родители вскоре после его рождения развелись, воспитывался матерью и в детстве жил в бедности. Среднее образование при поддержке родственников получил в гимназии Йоханнеум в Гамбурге. Под влиянием учителей и философии Платона в 1806 году решил перейти из иудаизма в христианство и принял крещение, сменив имя. Высшее богословское образование получил в Гёттингенском и Гейдельбергском университетах (также некоторое время учился в университете в Галле), был учеником Шлейермахера; завершив обучение в 1809 году, некоторое время был проповедником. В 1811 году габилитировался по церковной истории. С 1812 года преподавал там же историю христианства в звании экстраординарного профессора, в 1813 году перешёл ординарным профессором в Берлинский университет, где преподавал до конца жизни. Среди его учеников был, в частности, Фридрих Буш.
Август Неандер входил в состав Бранденбургского сената, был членом местной академии наук, имел ранг оберконсисториалрата. Скончался в 1850 году после тяжёлой болезни.
Считается фактическим основателем протестантской церковной истории и одним из крупнейших богословов первой половины XIX века, был популярным у студентов лектором и известен своим девизом «Богословом делает сердце». Главные сочинения: «Der heil. Bernard und sein Zeitalter» (1813 и 1848), «Genetische Entwickelung der vornehmsten gnostischen Systeme» (1818 и 1857), «Antignosticus. Geist d. Tertullianus und Einleitung in dessen Schriften» (1825 и 1849), «Geschichte d. Pflanzung und Leitung d. christl. Kirche durch die Apostel» (1832 и 1862), «Das Leben Jesu» (по поводу сочинения Штрауса под тем же заглавием; новое издание, 1862). Одним из наиболее капитальных его трудов является «Allgemeine Gesch. d. christlichen Religion und Kirche» (1825—1845; историческое повествование доведено до папы Бонифация VIII). После его смерти была издана ещё часть его лекций, продолжающая рассказ до Базельского собора, а также лекции по истории нравоучения («Vorlesungen ueber Geschichte d. christliche Ethik», 1864), по догматике («Theologische Vorlesungen» и «Christliche Dogmengeschichte», Берлин, 1857—1863) и сборник небольших трактатов, из которых известен этюд о Паскале, касающийся сущности христианской совести.
А. П. Лебедев: «По формальному совершенству, проницательности, красоте и изяществу слога, так же, как и по логическому остроумию, иные ещё могут быть поставлены рядом с Неандером и даже превосходить его. Но ничего подобного Неандеру нельзя найти, когда дело касается повсюду просвечивающей у него правдивости, исторического прямодушия и непредвзятости, критического благоразумия и осторожности. Он все постигает, всюду проникает до глубочайших основ, верно оценивает и отделяет истинное и правое от прилипающего к нему ложного, неистинного и превратного».
Феофан Затворник считал Неандра плохим историком:

Самый худший [историк] — Неандер. […] всю историю перепортил своими мудрованиями. У него все устроялось борьбой противоположных сторон и партий. И он следит только за этим и нередко на одном слове строит целую систему и даже целую школу. — Таким образом у него нет места Апостольскому преданию, непрерывно хранимому св. Церковью. Таков же пошиб мудрования и у всех его последователей. Извольте сие зарубить в памяти, и так умствовать, что все шло по Апостольскому преданию, споры поднимали не одна партия против другой в Церкви. А поднимались суемудры против Апостольского предания. Св. Церковь, хранительница его, стояла за него и поражала суемудрых, и из Церкви их изгоняла.

Этот [Неандр] всю историю перепортил. У него догматы — суть итог споров между партиями церковными. И ему верят. На деле же было так: Церковь защищала всегда учение Апостольское, когда суемудрие восставало против. — Когда Арий изрыгнул свое буесловие; патриарх Александр — с первого же раза изложил преданное Апостолами учение Церкви, изложенное им во все продолжение арианства было отпором его, и в конце осталось победоносным, — не как итог споров, а как всегдашнее верование св. Церкви. — Тоже и при появлении несторианства, святой Кирилл (Александрийский) изложил православное учение Церкви, которое осталось и по одолении несторианства. Тоже и относительно иконопочитания. Святой Герман с первого момента появления иконоборства высказал полное о сем учение Церкви. Так и во всем, учение Апостольское предшествовало спорам, — вооружало против них, и оставалось после.
Русский историк С. М. Соловьёв, будучи в 1842 г. за границей, слушал в Берлине лекции А. Неандера. Он рассказывает об этом так:
Еврей по происхождению, Неандер славился своими христианскими добродетелями и своими странностями, рассеянностью; так, рассказывали, что однажды он пришёл на лекцию без нижнего платья; переменивши квартиру, он ходил в университет мимо старой, хотя это было совершенно в другую сторону, но иначе профессор не нашёл бы дороги; на кафедру клали перед ним всегда перо: начавши читать, он брал его и ломал во всё продолжение лекции, иначе, не имея чего вертеть в руках, он не мог бы читать свободно; лицо его сейчас же напоминало еврейское происхождение; особенно выдавались на нём необыкновенно густые чёрные брови.